# Марк Хюз
Лесли Марк Хюз (на английски: Leslie Mark Hughes) с прякор Спарки (Sparky), е  уелски футболист и треньор.

## Кариера като футболист

### Клубна кариера
През футболната си кариера придобива широка известност най-вече с два периода на участие в Манчестър Юнайтед, но играе също и за Барселона и Байерн Мюнхен. В Англия играе още за Челси, Евъртън и накрая за Блекбърн Роувърс, където през 2002 г. приключва футболната си кариера. Тя включва 2 шампионски титли в Английската висша лига, 4 ФА къп (Купи на Англия), 3 Купи на лигата и 2 Купи на носителите на Купи.

### Национален отбор
Има 72 участия в международни мачове с фланелката на Уелс с отбелязани 16 гола.

## Треньорска кариера

### Национален отбор на Уелс
От 1999 до 2004 е треньор на националния отбор на Уелс. Не успява да класира отбора си за световно и европейско първенство, но е много близо до финалите в квалификациите за Евро 2004.

### Блекбърн
След като напуска национналния отбор на Уелс, Хюз поема Блекбърн Роувърс, като целта му е отборът да не изпадне. През първия си сезон начело на отбора, Хюз успява да го спаси от изпадане.
През втория си сезон като треньор на Блекбърн, Марк Хюз постига впечатляващи резултати, след като отборът завършва в Топ 6, класирайки се за Купата на УЕФА.
През следващия сезон (2006/07) Блекбърн завършва десети в крайното класиране, достигайки до 1/16-финал в Купата на УЕФА, където бива отстранен от Байер Леверкузен.
През сезон 2007/08 Блекбърн завършва на седмо място.

### Манчестър Сити
На 2 юни 2008 Манчестър Сити уволнява Свен-Йоран Ериксон. Два дни по-късно Марк Хюз официално подписва договор за три години с „Гражданите“.
Манчестър прави сериозна селекция, в която личат имената на Венсан Компани, Пабло Сабалета и Тал Бен Хаим.
На 1 септември 2008 Манчестър Сити става собственост на компания от ОАЕ, разполагаща със сериозни финансови средства. Подобрен е британският трансферен рекорд, след като за Робиньо са платени 32,5 милиона паунда на Реал Мадрид. Въпреки това обаче отборът приключва сезона на 10-о място.
През лятото на 2009 към отбора се присъединяват Гарет Бари, Роке Санта Крус, Емануел Адебайор, Коло Туре и Карлос Тевес.
Манчестър започва силно сезон 2009/10, стартирайки с победа над Барселона. Последва поредица от слаби резултати, заради които на 19 декември 2009 е уволнен.